# Licuala sallehana
Licuala sallehana är en enhjärtbladig växtart som beskrevs av Saw. Licuala sallehana ingår i släktet Licuala och familjen Arecaceae.

## Underarter
Arten delas in i följande underarter:
- L. s. incisifolia
- L. s. sallehana